# Сен-Марсель-ан-Мюра
Сен-Марсе́ль-ан-Мюра́ (фр. Saint-Marcel-en-Murat) — коммуна во Франции, находится в регионе Овернь. Департамент коммуны — Алье. Входит в состав кантона Монмаро. Округ коммуны — Монлюсон.
Код INSEE коммуны — 03243.

## Население
Население коммуны на 2008 год составляло 132 человека.
| 1962 | 1968 | 1975 | 1982 | 1990 | 1999 | 2008 |
| ---- | ---- | ---- | ---- | ---- | ---- | ---- |
| 203  | 237  | 188  | 157  | 179  | 157  | 132  |

## Экономика
В 2007 году среди 85 человек в трудоспособном возрасте (15—64 лет) 67 были экономически активными, 18 — неактивными (показатель активности — 78,8 %, в 1999 году было 70,0 %). Из 67 активных работали 66 человек (35 мужчин и 31 женщина), безработной была 1 женщина. Среди 18 неактивных 8 человек были учащимися или студентами, 5 — пенсионерами, 5 были неактивными по другим причинам.

## Достопримечательности
- Церковь Сен-Марсель XI—XII веков. Исторический памятник с 1 октября 1963 года